# 平林弘太朗
平林 弘太朗（ひらばやし こうたろう、1972年10月28日 - ）は、東京都出身の俳優。

## 出演

### テレビドラマ
- ガラスの仮面 最終話（1997年）
- ショムニ 第5話（1998年）
- 月曜ゴールデン
  - 女教師探偵・西園寺リカの殺人ノート（2008年）
  - 女タクシードライバーの事件日誌 第4作（2009年）
  - ご近所探偵・五月野さつき 第4作（2009年）
  - 女タクシードライバーの事件日誌 第5作（2010年）
  - 税務調査官・窓際太郎の事件簿 第27作（2014年）
  - 女タクシードライバーの事件日誌 第7作（2014年）
- 土曜ワイド劇場
  - 家政婦は見た! 第28作（2008年）
  - 東京駅お忘れ物預り所 第2作（2008年）
  - 東京駅お忘れ物預り所 第3作（2009年）
  - 人類学者・岬久美子の殺人鑑定 第5作（2014年）
- 名司会者・寿鶴子 殺人スピーチ（2008年）
- 七瀬ふたたび（2008年）
- 京都地検の女 5 第4話（2009年）
- 二重裁判（2009年）
- 水曜ミステリー9・女三代 如月法律事務所 第2作（2013年）
- おふくろ先生の診療日記 第5作（2013年）
- TEAM -警視庁特別犯罪捜査本部- 第2話（2014年）
- 刑事7人 第1話（2015年）
- ヘヤチョウ（2017年） - 中村刑事

### テレビ番組
- 経済ドキュメンタリードラマ ルビコンの決断（2009年）

### 舞台
- クリスマス・キャロル
- 台湾の大地を潤した男 -八田與一の生涯-
- 賭博師 梟（2009年）
- スタア（2010年）
- 危機一髪（2012年）
- それもこれも愛のうち（2012年）

### CM
- 香川証券
- 日立